# Claudius Armbruster
Pour les articles homonymes, voir Armbruster.
Claudius Armbruster, né le 6 mai 1952 à Lörrach, est un romaniste allemand. Il est professeur de littérature et de science des médias ibériques et ibéro-américaines à l'université de Cologne, où il est également directeur de l'Institut luso-brésilien (de) et du Centre du monde lusophone.

## Biographie
Claudius Armbruster étudie la romanistique, la germanistique, la philosophie et les sciences sociales à l'université Johann Wolfgang Goethe de Francfort-sur-le-Main, à l'université nationale autonome du Mexique et à l'université d'Aix-Marseille ; il était boursier à la Studienstiftung des deutschen Volkes. Après avoir obtenu ses diplômes en France, il devient professeur de français, d'espagnol, d'allemand et d'éducation civique à l'université de Francfort.
Après avoir été représentant de la DAAD à Nancy, il obtient son deuxième examen avec mention et est promu grâce à un travail sur Das Werk Alejo Carpentiers (1982). Il est ensuite représentant DAAD et professeur invité à l'université fédérale du Pernambouc à Récife, au Brésil, où il dirige l'Institut culturel germano-brésilien. À partir de 1988, il est professeur certifié puis agrégé au séminaire de romanistique de l'université de Francfort, où il est habilité grâce à une thèse sur Das Werk Jorge Amados - Brasilianische Literatur im Zeichen ethnischer, kultureller und narrativer Synthese.
En 1997, il devient enseignant-chercheur à l'université de Francfort et à l'université de Cologne, où il est professeur de littérature et de science des médias ibériques et ibéro-américaines depuis 1998 et également directeur de l'Institut luso-brésilien (de) et du Centre du monde lusophone. De 2003 à 2009, Armbruster est président puis vice-président de 2009 à 2011 de l'Association des lusophones allemands (de). En 2003, 2005 et 2007, il dirige une section au congrès de cette association.
Depuis 2008, Armbruster publie la série de monographies Studien zur portugiesischsprachigen Welt (« Études du monde lusophone »), qui était intitulée ABP Afrika-Asien-Brasilien-Portugal - Zeitschrift für die portugiesischsprachige Welt (« ABP Afrique-Asie-Brésil-Portugal - Revue du monde lusophone ») jusqu'en 2006.